# Chiesa di San Giovanni Battista (Forlì)
La chiesa vecchia di San Giovanni Battista è una chiesa cattolica situata nella frazione di Coriano di Forlì. Non va confusa né con la chiesa nuova, consacrata nel 1996, che porta lo stesso nome ed è nella stessa frazione di Forlì, né con la chiesa omonima che però si trova a Coriano di Rimini. La dicitura "chiesa vecchia", anche se non del tutto adeguata, è resa necessaria per distinguere dalla chiesa nuova che è l'attuale sede di parrocchia della frazione. A volte viene anche definita chiesa del cimitero di Coriano, in quanto legata all'attiguo cimitero.

## Storia
La chiesa viene ricordata in una donazione del vescovo Alessandro nel 1160 ai Vallombrosiani di San Mercuriale. Nei pressi era presente anche una celletta dedicata a Sant'Ilario risalente al 1570.
La chiesa viene restaurata nelle forme attuali nel 1858 per volere di don Cesare Celli. Nel 1922 viene costruito il cimitero. Nel 1942-43 la chiesa viene affrescata dall'artista milanese Cesare Secchi e da Giovanni Somboli.
Nel tempo la chiesa era stata danneggiata dai bombardamento del 1944 e molte delle decorazioni non erano più visibili (l'affresco absidale era coperto da un tendaggio). Siccome dal 1996 esiste la chiesa nuova, che è anche sede della parrocchia, questa chiesa vecchia era stata in parte abbandonata. Nel 2008 però, grazie a un corposo intervento di restauro, è stato possibile ripristinarla, sia negli esterni che negli interni affrescati.

## Descrizione

### Esterno

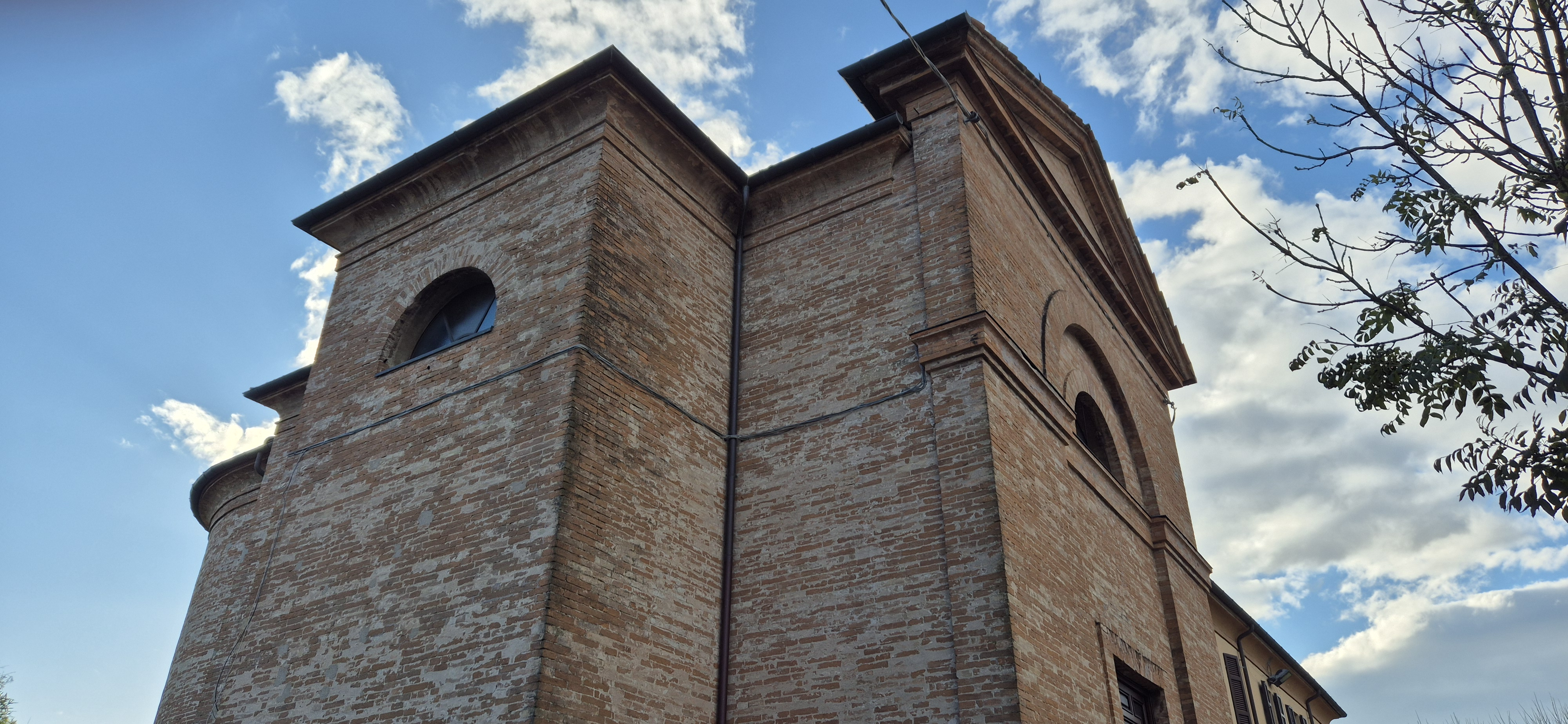
Chiesa vecchia di San Giovanni Battista (Coriano di Forlì), lato sinistro

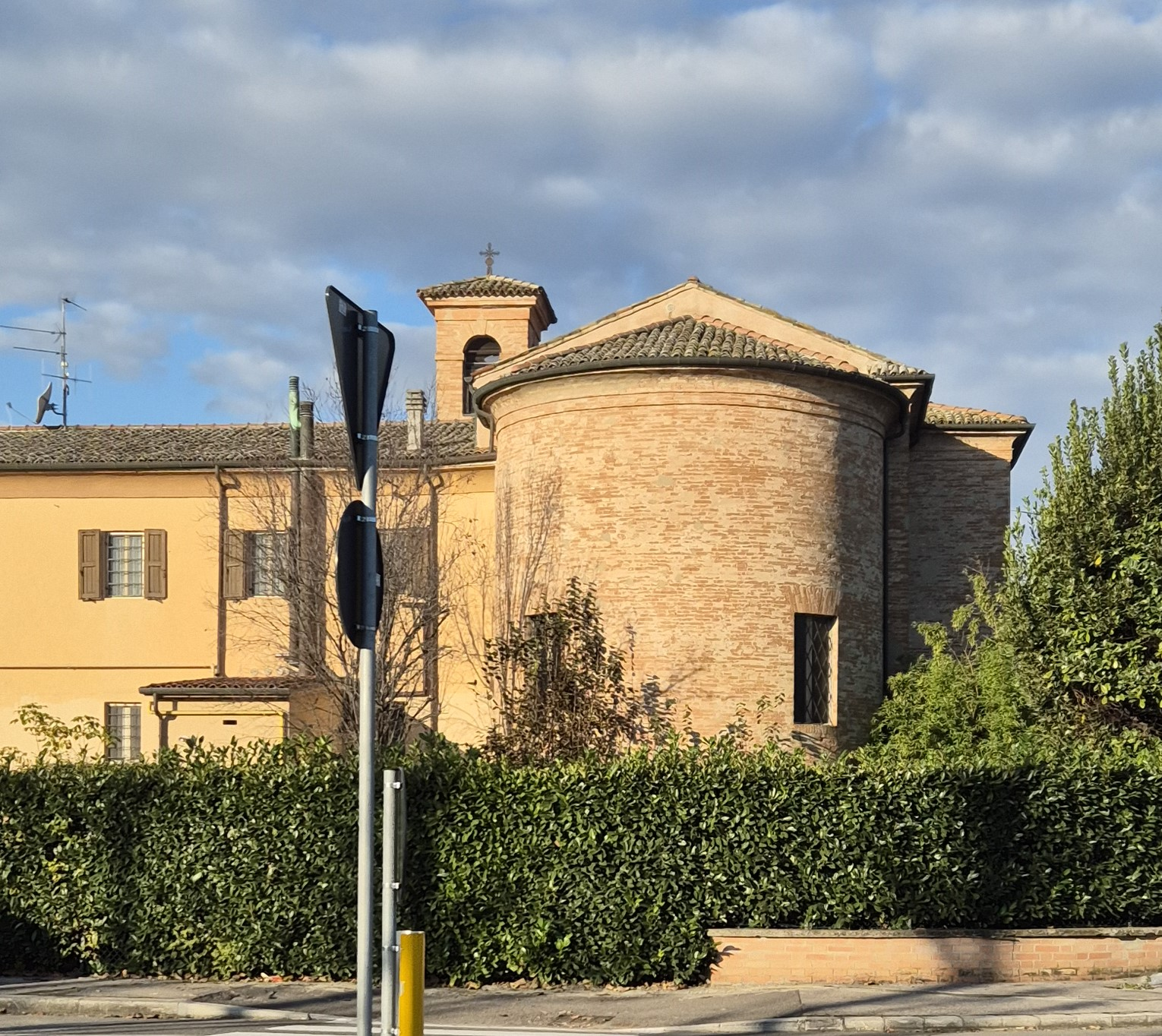
Chiesa vecchia di San Giovanni Battista (Coriano di Forlì), abside

L'esterno si presenta in forme neoromaniche, con una facciata con timpano in mattoni a vista, dove si vedono profilature di forme classiche che delineano le forme armoniche di un arco in cui sono inseriti una finestra e il portale. Sulla destra si trova un campanile proporzionato rispetto alla chiesa. Lateralmente si notano due corpi parallelepipedi che corrispondono ai due altari interni e che vanno a formare in pianta una croce quasi greca. 
La zona absidale è molto sviluppata con una struttura che occupa tutto il muro di fondo e dove si aprono due finestre quadrangolari. 
Nel lato destro sono addossati alla chiesa gli edifici della canonica.

### Interno

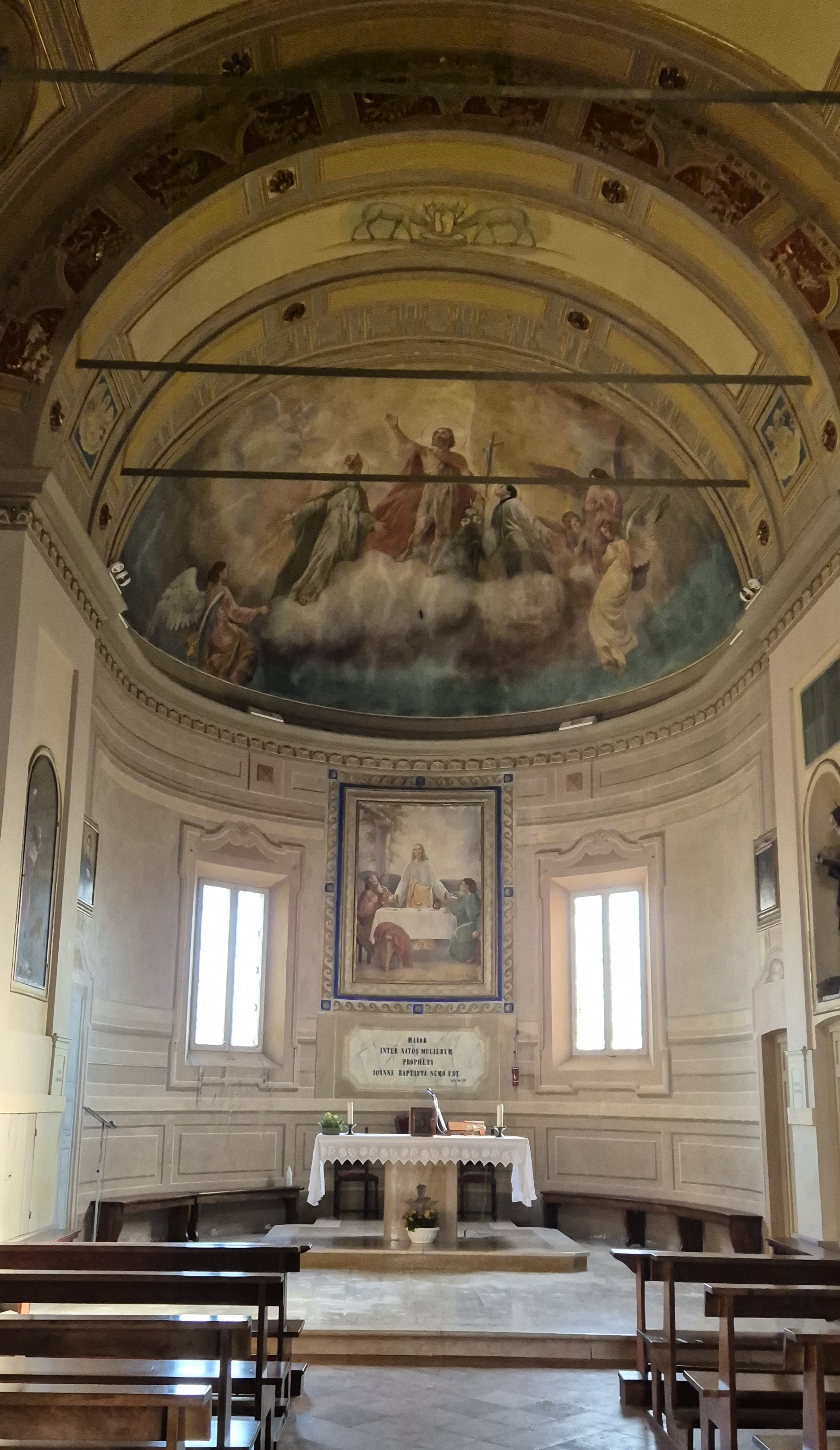
Chiesa vecchia di San Giovanni Battista (Coriano di Forlì), presbiterio

La chiesa si presenta come un ambiente a pianta centrale con tre altare, il maggiore e i due laterali, dedicati alla Madonna e al Crocifisso. L'ambiente è luminoso grazie alle finestre che si aprono nell'abside. 
Il programma decorativo è dedicato a San Giovanni Battista, titolare della chiesa. Sono tuttavia presenti altri simboli e immagini sacre. 

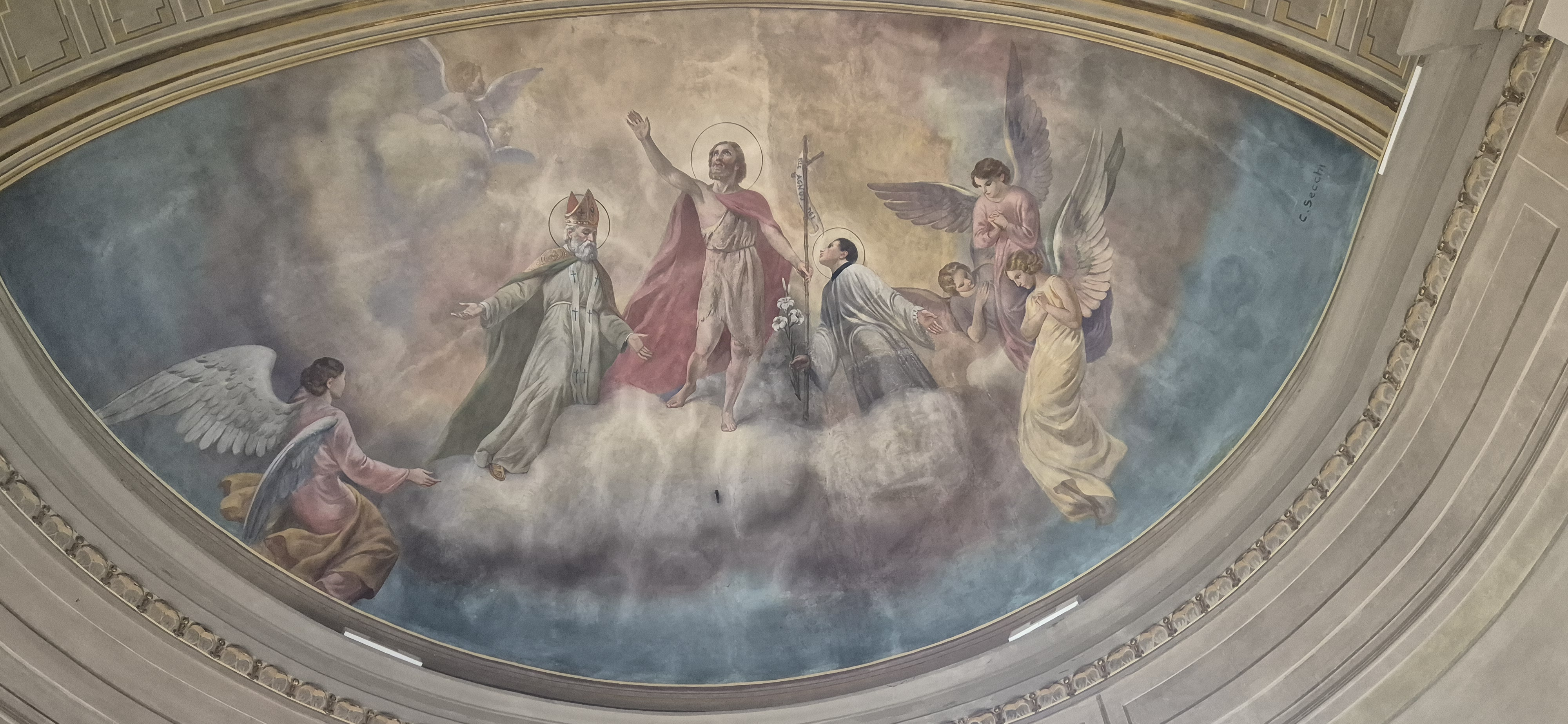
Cesare Secchi, Gloria di San Giovanni Battista, affresco, 1942-47, Forlì, Chiesa vecchia di San Giovanni Battista in Coriano

Nella zona presbiteriale il catino absidale è occupato dalla Gloria di San Giovanni Battista, dipinta da Cesare Secchi. La figura del Santo è centrale ed è attorniato da angeli e da San Mercuriale, patrono di Forlì, abbigliato da vescovo e da un altro santo con in mano il giglio che dunque potrebbe essere Sant'Antonio da Padova, figura molto importante per la città. Le figure umane, realizzate con maestria nello scorcio, mostrano una delicatezza e un'armonia vivace. I colori chiari e luminosi ben si addicono alla scena celeste. Sotto, fra le finestre, è presente un dipinto che raffigura la Cena in Emmaus. Lateralmente, sulla sinistra, si trova Santa Gemma Galgani, patrona dei paracadutisti, canonizzata nel 1940, quindi appena prima che la sua effigie venisse realizzata per la chiesa.
Negli altari laterali si trovano un crocifisso scolpito e il monogramma mariano che ne identificano i due dedicatari. Ai lati i dipinti monocromi sui toni del beige raffigurano le quattro virtù cardinali, come esplicitato da scritte al di sopra di esse.
Sul soffitto, a partire dalla zona del presbiterio, si vedono raffigurate le due cerve che si abbeverano, in clipei San Francesco e Santa Chiara, nel centro la Madonna con il Bambino, san Pietro e i simboli degli evangelisti, in altri clipei San Pellegrino Laziosi e San Valeriano.

Ai lati, realizzati da Cesare Secchi, si trovano quattro episodi della vita di San Giovanni Battista: la Visitazione, il Battesimo di Cristo, la Danza di Salomè e la Decapitazione.

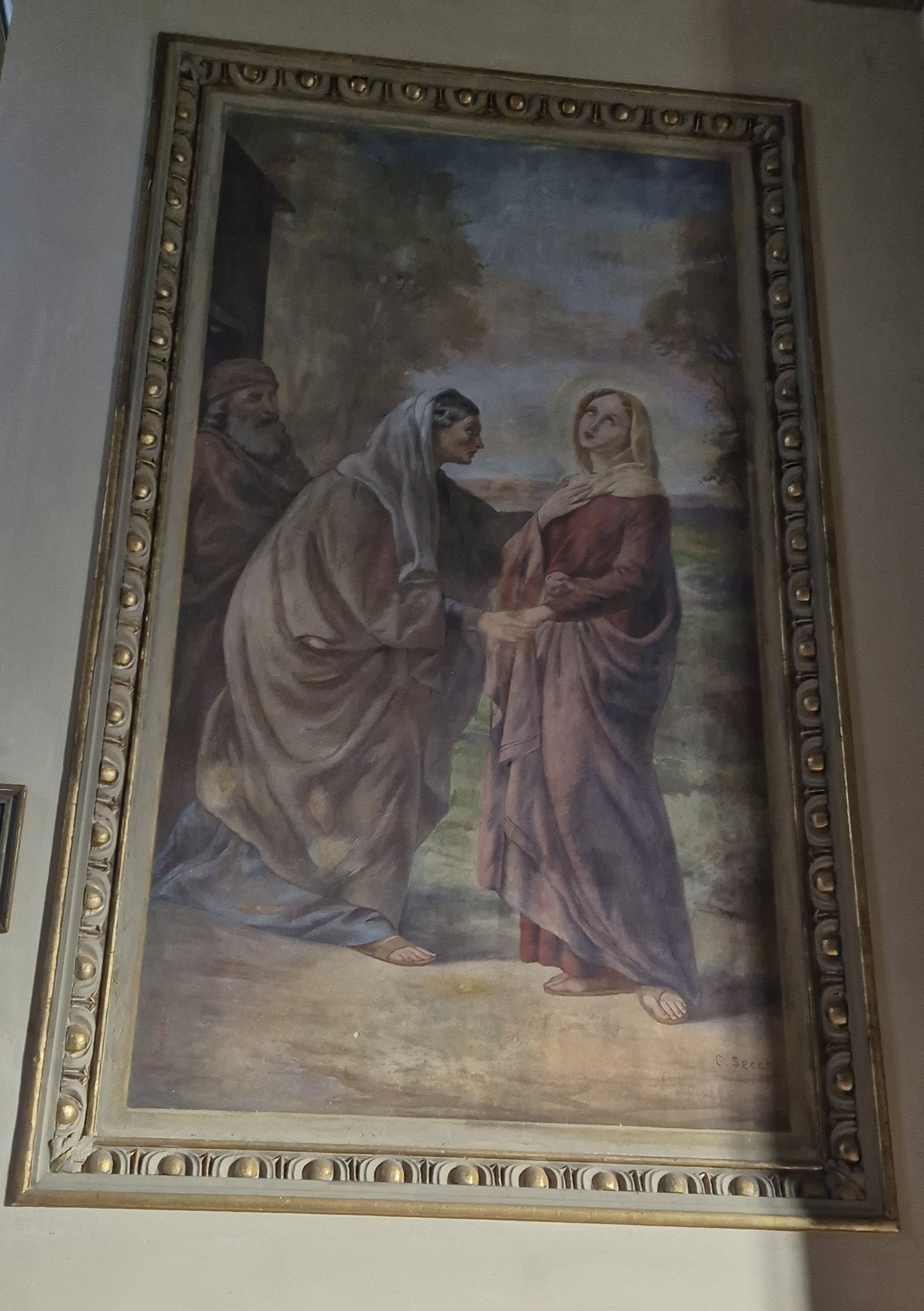
Cesare Secchi, Visitazione, 1942-43, Forlì, Chiesa vecchia di San Giovanni Battista in Coriano
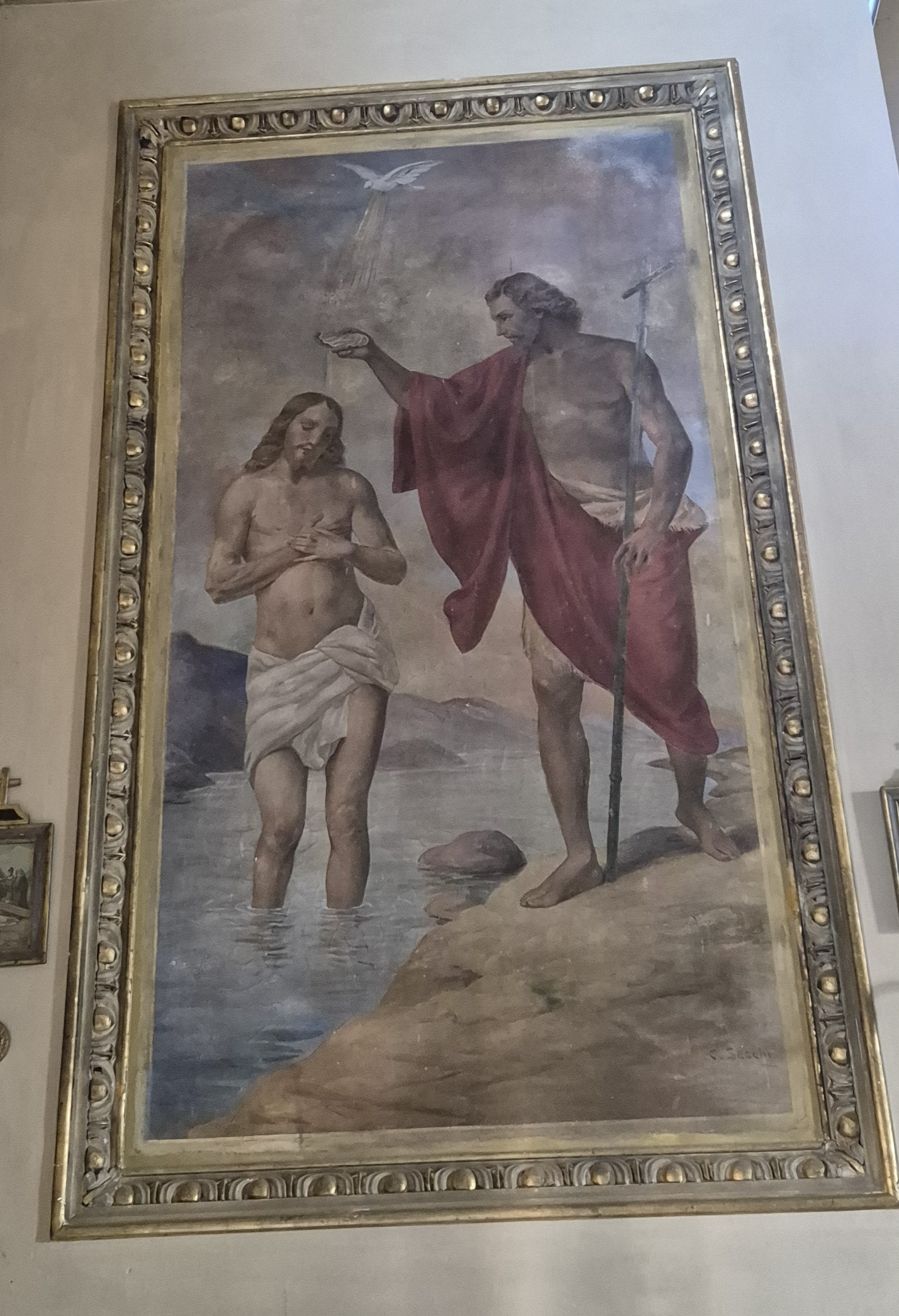
Cesare Secchi, Battesimo di Cristo, 1942-43, Forlì, Chiesa vecchia di San Giovanni Battista in Coriano
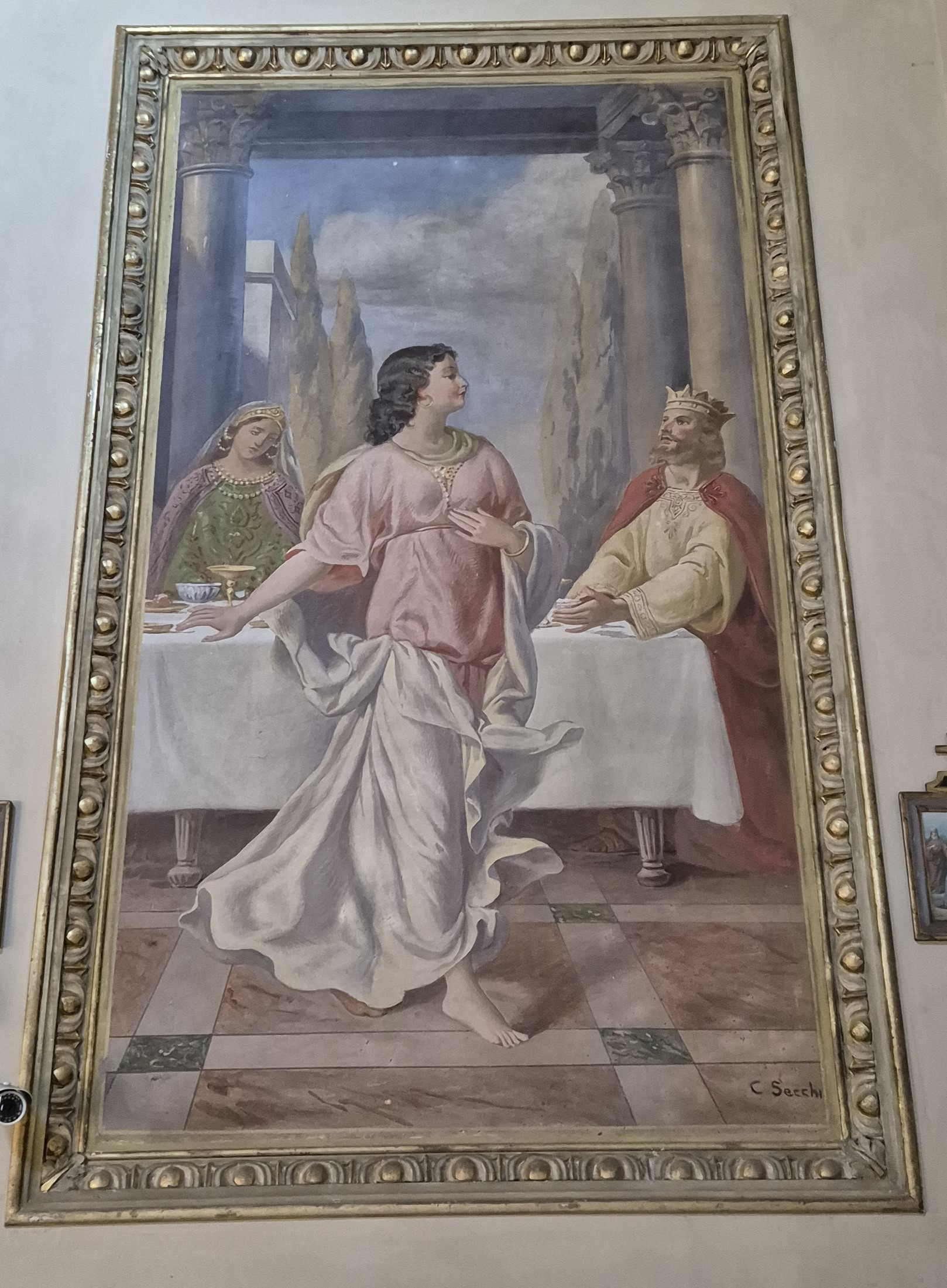
Cesare Secchi, Danza di Salomè, 1942-43, Forlì, Chiesa vecchia di San Giovanni Battista in Coriano
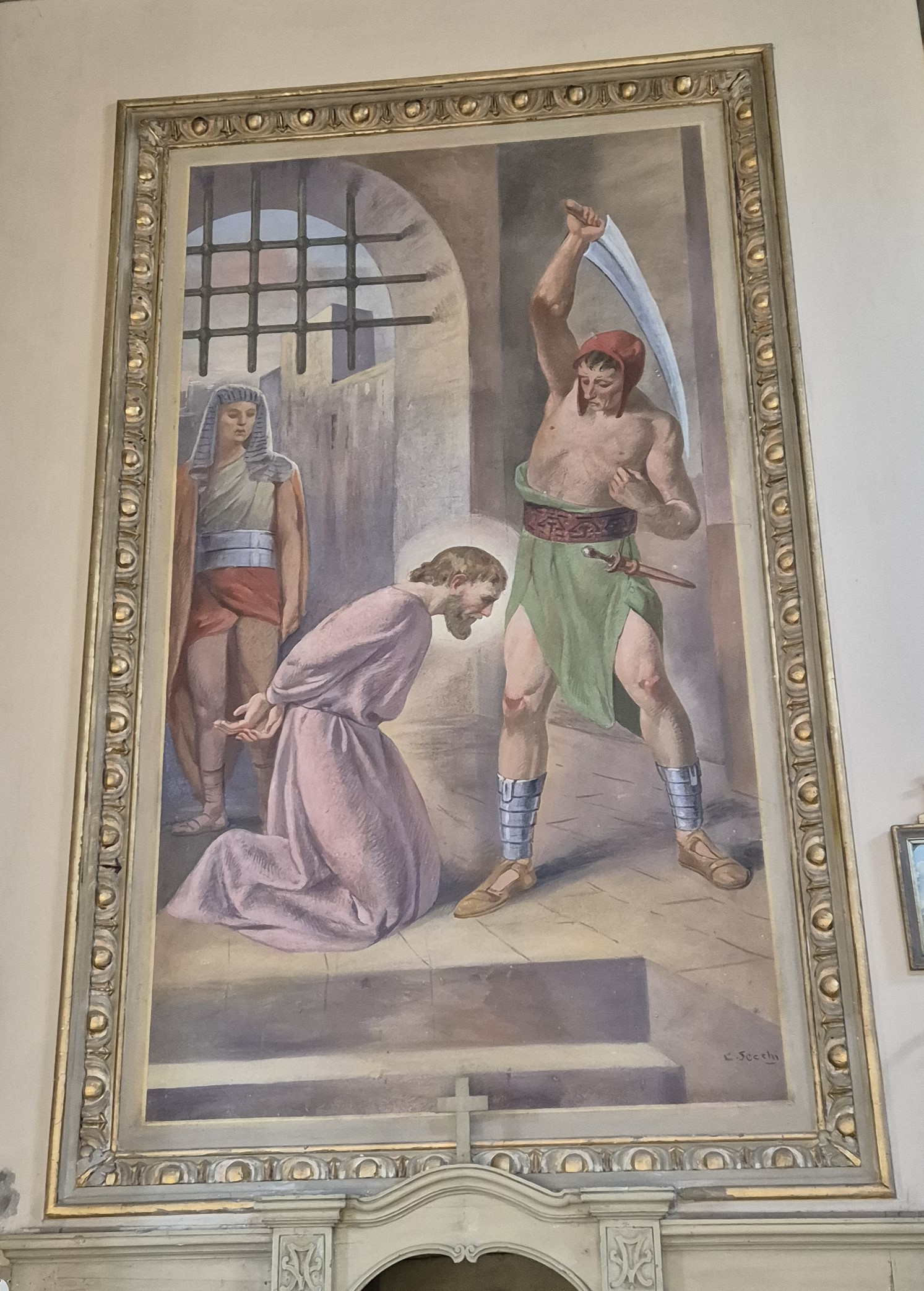
Cesare Secchi, Decapitazione del Battista, 1942-43, Forlì, Chiesa vecchia di San Giovanni Battista in Coriano

In controfacciata sono murate due lapidi, una ricorda l'intervento di ricostruzione ottocentesco, l'altra i caduti della Prima Guerra Mondiale.